# La Única Rugby Taldea
La Única Rugby Taldea, conocido comúnmente como La Única RT o LURT, es un equipo de rugby de la ciudad de Pamplona (Navarra) que milita en la División de Honor B.
El equipo masculino fue fundado en 1984 por jugadores no profesionales que se asociaron con el fin de formar un equipo amateur en Pamplona. El equipo femenino se fundó cuatro años más tarde, en 1988.

## Historia

### Liga Vasca
Fin de la Liga Navarra, comienzo de la Liga Vasca
Debido al escaso nbúmero de equipos navarros que formaban el Campeonato Territorial de 1.ª Categoría de Navarra, para la temporada 2010/11 se decidió que los 5 o 6 equipos que anualmente conseguían reunir jugadores para disputar la liga lo hiciesen, dependiendo de la proximidad geográfica, en la Liga Vasca y la Aragonesa, así la mayor parte de equipos navarros pasaron a disputar la Liga Vasca, mientras que el Gigantes de Navarra pasó a competir en la Liga Aragonesa.
Cambio en la Liga Vasca, de los grupos a las dos categorías
La Liga Vasca tenía un sistema de tres grupos (A, B y C) ordenados por orden de nivel de juego. La Única quedó en primer puesto de cada grupo desde su inclusión en la Liga Vasca hasta esta temporada, en la que quedó en un 4.º puesto, una manera útil de posicionarse como equipo indiscutible de primera división cuando la liga cambiase el formato al año siguiente, aspecto que al final se dio.
Ascenso a División de Honor B masculina
Durante la Temporada 2014/15, La Única RT jugó los partidos de la 1ª División de la Liga Vasca Sénior (1.ª Regional del Comité Vasco, en la que se federan los equipos del País Vasco y Navarra) quedando finalmente en puestos de promoción a División de Honor B por primera vez en su historia. La promoción la jugaría a dos vueltas enfrentando al Belenos Rugby Club, equipo que ganó el primer partido por 5-10; el segundo partido supuso la remontada del equipo pamplonés, que ganó la promoción dejando un resultado en el partido de 23-29. Con ello, La Única RT jugaría la siguiente temporada en División de Honor B de España.

### Div. de Honor B
Descenso de División de Honor B masculina
Durante la Temporada de 2015/16, el equipo masculino de La Única RT jugaría sus partidos teniendo unos resultados muy duros que le dejarían en último puesto de la Clasificación con 6 victorias, 2 empates y 14 derrotas. Esto deja al equipo en puestos de descenso directo, por lo que jugará nuevamente en la 1.ª División de la Liga Vasca en la Temporada 2016/17.
Promoción a División de Honor B femenina
Por su parte, el equipo femenino quedó como campeón de la 1.ª División de la Liga Vasca femenina, por lo que se encuadraron en los PlayOffs de promoción para ascender a División de Honor B femenina. Finalmente el equipo no lo conseguiría, siendo el equipo femenino del Cisneros el que ascendería para la siguiente temporada.

## Palmarés

### Categoría Sénior
Trayectoria de La Única RT en las distintas competiciones de liga desde el año de su fundación.
| Categoría        | 2018 | 17 | 16   | 15  | 14  | 13 | 12  | 11  | 10  | 09  | 08 | 07  | 06  | 05  | 04   | 03 | 02  | 01 | 00 | 99  | 98  | 97  | 96  | 95 | 94  | 93 | 92  | 91  | 90 | 89 | 88 | 87 | 86 | 85 | 84 |
| ---------------- | ---- | -- | ---- | --- | --- | -- | --- | --- | --- | --- | -- | --- | --- | --- | ---- | -- | --- | -- | -- | --- | --- | --- | --- | -- | --- | -- | --- | --- | -- | -- | -- | -- | -- | -- | -- |
| Div.Honor B      |      |    | 12.º |     |     |    |     |     |     |     |    |     |     |     |      |    |     |    |    |     |     |     |     |    |     |    |     |     |    |    |    |    |    |    |    |
| Primera Nacional |      |    |      |     |     |    |     |     |     |     |    | 8.º | 4.º | 7.º | 10.º |    |     |    |    |     |     |     |     |    |     |    |     |     |    |    |    |    |    |    |    |
| 1ª Vasca         |      | 1º |      | 3.º | 4.º | 1º | 7.º | 9.º |     |     |    |     |     |     |      |    |     |    |    |     |     |     |     |    |     |    |     |     |    |    |    |    |    |    |    |
| 1ª Navarra       |      |    |      |     |     |    |     |     | 4.º | 3.º | 1º |     |     | 4.º | 6.º  | 2º | 2.º | 1º | 1º | 2.º | 3.º | 6.º | 3.º | ?º | 6.º | ?º | 6.º | 3.º |    |    |    |    |    |    |    |

Nota: Las temporadas en que aparece jugando en dos ligas corresponden a temporadas donde jugaron tanto el equipo titular como un equipo B en la liga inferior.
- Descenso de División de Honor B: Temporada 2015/16
- Ascenso a División de Honor B: Temporada 2014/15
- Eliminación en el ascenso a Primera Nacional: Temporada 2012/13; Temporada 2007/08; Temporada 2000/01; Temporada 1999/00
- Descenso de Primera Nacional: Temporada 2006/07
- Ascenso a Primera Nacional: Temporada 2002/03